# Líridas
Las Líridas de Abril son una lluvia de meteoritos que dura del 16 al 26 de abril de cada año. El radiante de la lluvia de meteoritos se encuentra en la constelación de Lyra, cerca de su estrella más brillante, Vega. El pico de la lluvia es típicamente alrededor del 22 de abril de cada año.
La fuente de la lluvia de meteoritos son partículas de polvo que se desprenden del cometa de largo período C/1861 G1 Thatcher. Las Líridas de Abril son la lluvia anual más fuerte de meteoros de los desechos de un cometa de largo período, principalmente porque en lo que respecta a otros cometas intermedios de largo período (200-10 000 años), éste tiene un período orbital relativamente corto de unos 415 años. Las líridas se han observado y registrado desde el año 687 a. C.; no se ha registrado ninguna otra lluvia moderna tan atrás en el tiempo.
La lluvia suele llegar a su punto máximo alrededor del 22 de abril y la mañana del 23 de abril. Las cuentas típicamente van de 5 a 20 meteoros por hora, con un promedio de alrededor de 10.
Como resultado de la contaminación lumínica, los observadores de las zonas rurales verán más que los de la ciudad. Las noches sin luna en el cielo revelarán la mayoría de los meteoros. Los meteoros de abril Lírida suelen tener una magnitud de alrededor de +2. Sin embargo, algunos meteoros pueden ser más brillantes, conocidos como «bolas de fuego Líridas», proyectan sombras durante una fracción de segundo y dejan tras de sí huellas de escombros humeantes que duran minutos.
Ocasionalmente, la lluvia se intensifica cuando los planetas dirigen la estela de polvo de una revolución del cometa hacia la trayectoria de la Tierra, un evento que ocurre aproximadamente una vez cada 60 años. Esto resulta en un estallido de un meteorito Lírico en abril. La estela de polvo de una revolución es polvo que ha completado una órbita: la corriente de polvo liberada en el retorno del cometa antes del actual retorno de 1862. Este mecanismo reemplaza las ideas anteriores de que los estallidos se debieron a una nube de polvo que se movía en una órbita de 60 años. En 1982, los astrónomos aficionados contaron 90 Líridas de Abril por hora en el pico y tasas similares se vieron en 1922. Una tormenta más fuerte de hasta 700 por hora ocurrió en 1803, y fue observada por un periodista en Richmond, Virginia:
«Estrellas fugaces. Este fenómeno eléctrico fue observado el miércoles pasado por la mañana en Richmond y sus alrededores, de una manera que alarmó a muchos y asombró a todas las personas que lo vieron. Desde la una hasta las tres de la mañana, esos meteoros estrellados parecían caer desde todos los puntos del cielo, en cantidades tales que parecían una lluvia de cohetes celestes...»
Otro estallido de este tipo, y el más antiguo que se conoce, la lluvia del 23 de marzo del 7, 687 a. C. (calendario juliano proléptico) se registró en Zuo Zhuan, que describe la lluvia como «En el cuarto mes del verano del año xīn-mǎo (del año 7 del Rey Zhuang de Lu), por la noche, (el cielo es tan brillante que algunas) estrellas fijas se vuelven invisibles (a causa de la lluvia de meteoritos); a medianoche, las estrellas cayeron como la lluvia». (夏四月辛卯 夜 恆星不見 夜中 星隕如雨) En la astronomía aborigen australiana de la tribu Boorong, las Líridas representan los arañazos de los talégalos leipoas (representadas por Vega), coincidiendo con su temporada de construcción de nidos.

## Detalles
Los meteoros provienen del Cometa C/1861 G1 (Thatcher). El radiante se encuentra cerca de la estrella Vega, en la constelación de la Lira. Cuanto más alto está el radiante en el cielo mayor es la cantidad de estrellas observables. La Tierra choca con los residuos polvorientos del cometa a una velocidad relativa de 49 km/seg (110,000 mph). Los meteoros de un tamaño no mayor a un grano de arena, llegan a la atmósfera terrestre y se desintegran como rayas de luz.
Con 20 estrellas por hora no es una de las lluvias de meteoros más abundantes del año, aunque a veces pueden alcanzar las 100 estrellas fugaces por hora. El cometa tiene un periodo largo alrededor del Sol de 415 años y fue descubierto en el año 1861.
Aunque el pico ocurre el 22 de abril, las estrellas pueden observarse desde el 16 hasta el 26 del mismo mes. Estos meteoros suelen ser muy brillantes ya que atraviesan bastante la atmósfera terrestre.

## Radiante y fenomenología
El radiante de las líridas activas desde el 14 al 30 de abril se encuentra en la parte suroeste de la constelación de Lyra, a unos 10° justo debajo de la estrella principal blanca y brillante Vega. En el día del «máximo esplendor» (22 de abril) las líridas parecen venir de un punto con la ascensión correcta de 18h 04m y la declinación de +34°. El radián de medición de 5° se desplaza diariamente 1,1° hacia el este, hasta el punto de que la órbita del cometa de origen es curva.
El número máximo de estrellas fugaces relativamente rápidas es de alrededor de 18 por hora el 22 de abril, pero casi nunca se alcanza en Europa Central.

## Mejor momento de observación
El mejor momento para observarlas es a partir de las 22:00 del 22 de abril, cuando la constelación de Lira se levanta sobre el horizonte nordeste.

## Cultura popular
Los griegos decían que después de que las Ménades mataran a Orfeo, arrojaron su lira al río. Después de esto, Zeus ordenó a un águila que la recogiera y colocara en el cielo como una constelación. 
En la película Contact la señal extraterrestre que recibe el personaje interpretado por Jodie Foster proviene de la constelación de la Lira, desde Vega, la segunda estrella más brillante del hemisferio norte.
Los indios Hopi creen que provienen de esta estrella, llamada «El ojo de Dios».

## Observación a través de los años
| Año  | Estrellas/h | Notas |
| ---- | ----------- | --- |
| 2011 |             | Este año la luna gibada impide ver la totalidad de las estrellas. |
| 2020 | 18          | Este año, la luna nueva permite ver casi la totalidad de la lluvia meteórica. La luna sólo estará iluminada, en su momento más débil, al 1%. El apogeo meteórico ocurrirá en la noche del 21 y madrugada del 22 de abril. La lluvia durará hasta el día 30. |